# Rivière Moncouche
Rivière Moncouche är ett vattendrag i Kanada.   Det ligger i provinsen Québec, i den östra delen av landet, 400 km nordost om huvudstaden Ottawa. Rivière Moncouche ligger vid sjön Lac des Quenouilles.
I omgivningarna runt Rivière Moncouche växer i huvudsak blandskog. Trakten runt Rivière Moncouche är nära nog obefolkad, med mindre än två invånare per kvadratkilometer.